# Gabriele Grunewald

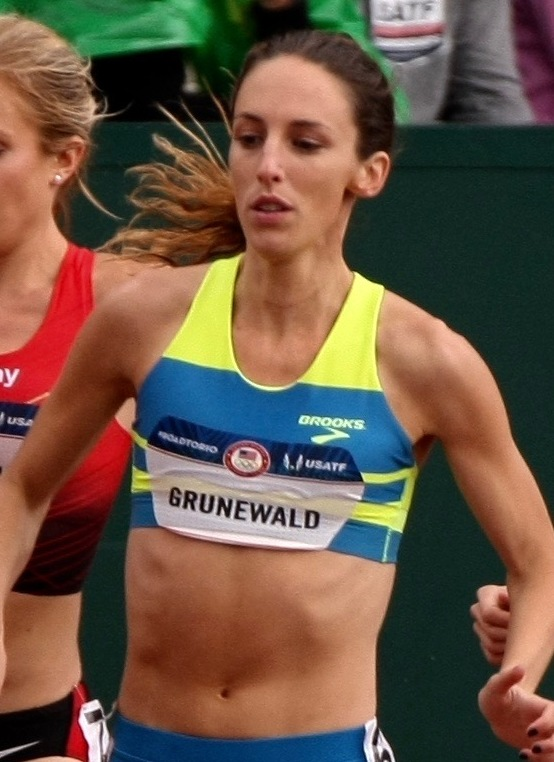
Gabriele Grunewald, 2016

Gabriele Ivy Grunewald (geb. Anderson; * 25. Juni 1986 in Perham, Minnesota; † 11. Juni 2019 in Minneapolis) war eine US-amerikanische Mittel- und Langstreckenläuferin.

## Leben
2004 beendete sie die High School in Perham. Danach besuchte sie die University of Minnesota und machte dort einen Bachelor- und 2011 einen Masterabschluss. Während dieser Zeit startete sie für das Universitätsteam Gophers. 2013 heiratete sie den Marathonläufer Justin Grunewald. Grunewald hatte vier Geschwister, drei Brüder und eine Schwester.

## Krankheit und Tod
2009 wurde bei ihr erstmals ein adenoid-zystisches Karzinom diagnostiziert. Im Jahr darauf wurde Schilddrüsenkrebs festgestellt. 2016 und 2017 erkrankte sie erneut an dem seltenen und bösartigen adenoid-zystischen Karzinom. 2018 gründete sie die Stiftung Brave Like Gabe. Mit den erhaltenen Spenden soll die Erforschung von seltenen Krebserkrankungen unterstützt werden. Sie verstarb am 11. Juni 2019 im Alter von 32 Jahren. Grunewald wurde auf dem Washburn-McReavy Hillside Cemetery in Minneapolis beigesetzt. Die Trauermesse fand in der Basilica of Saint Mary statt.

## Sport
Bei den U.S. Olympic Trials 2012 belegte sie den vierten Rang im 1500-Meter-Lauf und verpasste damit die Qualifikation für die Olympischen Spiele in London um einen Platz.
2014 qualifizierte sie sich als US-Hallenmeisterin über 3000 Meter für die Hallenweltmeisterschaften in Sopot, bei denen sie Neunte wurde. Beim Leichtathletik-Continentalcup in Marrakesch wurde sie über dieselbe Distanz Sechste.

### Persönliche Bestzeiten
- 800 m: 2:01,23 min, 21. Juli 2015, Bellinzona
- 1500 m: 4:01,48 min, 19. Juli 2013, Monaco
  - Halle: 4:12,76 min, 25. Januar 2014, Glasgow
- 1 Meile: 4:27,94 min, 11. August 2012, Falmouth
  - Halle: 4:36,64 min, 27. Februar 2011, Albuquerque
- 3000 m: 8:42,64 min, 26. Juli 2013, London
  - Halle: 8:53,87 min, 15. Februar 2014, New York City
- 5000 m: 15:19,01 min, 3. April 2015, Palo Alto

## Ehrungen
Der neue Damenumkleideraum des Leichtathletik-Universitätsteams Gopher von Minneapolis wurde im Mai 2019 vorgestellt und erhielt den Namen Brave Like Gabe women's locker room.
Am 21. Juni 2019 rief der Gouverneur von Minnesota Tim Walz den 25. Juni, dem Tag ihres Geburtstags, zum Gabe Day aus.
In Perham wurde im August 2019 der Fahrradweg im Arvig Park in Brave Like Gabe Running and Bike Trail umbenannt. Zudem gab es mit dem Brave Like Gabe Early Bird auch einen Crosslauf durch den Park.